# Niecki (Mazovie)
Pour les articles homonymes, voir Niecki.
Niecki (prononciation : [ˈɲet͡ski]) est un village polonais de la gmina de Gostynin dans le powiat de Gostynin de la voïvodie de Mazovie dans le centre-est de la Pologne.
Il se situe à environ 11 km à l'ouest de Gostynin (siège du powiat) et à 117 km à l'ouest de Varsovie (capitale de la Pologne).
Le village possède approximativement une population de 130 habitants.

## Histoire
De 1975 à 1998, le village appartenait administrativement à la voïvodie de Płock.